# Кэмпбелл, Тиша
Тиша Кэмпбелл-Мартин (англ. Tisha Campbell-Martin; род. 13 октября 1968) — американская актриса и певица, наиболее известная благодаря ролям в ситкомах «Мартин» (Fox, 1992—1997) и «Моя жена и дети» (ABC, 2001—2005). На большом экране Кэмпбелл наиболее известна по роли в комедии «Домашняя вечеринка» и её двух сиквелах.

## Биография
Кэмпбелл родилась в Оклахома-Сити, но выросла в Ньюарке, штат Нью-Джерси, где окончила среднюю школу. Её родители были музыкантами, что вскоре привело её к участию в вокальных конкурсах. В шестилетнем возрасте она дебютировала как участник вокального шоу PBS, а в 1986 году Кэмпбелл появилась на большом экране в фильме «Магазинчик ужасов». Это привело её к роли в музыкальном ситкоме NBC «Из грязи в князи» (1987-88), который был закрыт после одного сезона.
Прорывом в карьере Кэмпбелл стала главная женская роль в фильме 1988 года «Школьные годы чудесные» Спайка Ли. Она получила роль после того, как Ванесса Уильямс отказалась сниматься в фильме. Ещё одним успехом стала роль в фильме 1990 года «Домашняя вечеринка», которая принесла ей номинацию на премию «Независимый дух». После она снялась в двух его сиквелах, «Домашняя вечеринка 2» (1991) и «Домашняя вечеринка 3» (1994). Также она появилась с Эдди Мерфи в фильмах «Другие сорок восемь часов» и «Бумеранг», а как ведущая актриса снялась в провальной комедии «Пьяный» (1997). Более успешно в 1990-х Кэмпбелл работала на телевидении, исполняя роль подруги и впоследствии жены в ситкоме Fox «Мартин» с Мартином Лоуренсом, транслировавшимся с 1992 по 1997 год. Также в 1992 году она выпустила свой дебютный альбом Tisha, который не смог добиться коммерческого успеха. Кэмпбелл затем записала саундтрек к своему фильму «Пьяный».
В 2001 году Кэмпбелл вернулась на телевидение с ролью жены в ситкоме ABC «Моя жена и дети» с Дэймоном Уэйансом. Шоу просуществовало до 2005 года, а за свою роль Кэмпбелл получила свою первую NAACP Image Award. После она брала на себя второстепенные роли в «Всё о нас» и «Все ненавидят Криса». Затем Кэмпбелл снялась в двух недолго просуществовавших сериалах Lifetime: «Рита отжигает» (2008—2009) с Николь Салливан и «Защитница» с Элли Уокер. В 2015 году она начала сниматься в ситкоме ABC «Доктор Кен». Также в 2015 году Кэмпбелл выпустила свой первый за два десятилетия сингл и музыкальное видео, «Steel Here».
С 17 августа 1996 года Кэмпбелл замужем за актёром Дуэйном Мартином, у них два сына — Дзен (род. в августе 2001 года) и Эзикиел Сар (род. 08.09.2009).

## Фильмография
| Год       | Название на русском                        | Название на английском                   | Роль                     | Примечания                                                                |
| --------- | ------------------------------------------ | ---------------------------------------- | ------------------------ | ------------------------------------------------------------------------- |
| 1977      | Великолепный майор                         | The Magnificent Major                    | Дейзи Банзен             | Короткометражный фильм                                                    |
| 1986      | Магазинчик ужасов                          | Little Shop of Horrors                   | Шиффон                   |                                                                           |
| 1988      | Школьные годы чудесные                     | School Daze                              | Джейн Туссен             |                                                                           |
| 1989      | Война на крышах                            | Rooftops                                 | Эмбер                    |                                                                           |
| 1990      | Домашняя вечеринка                         | House Party                              | Сидни                    | Номинация — Премия «Независимый дух» за лучшую женскую роль второго плана |
| 1990      | Другие сорок восемь часов                  | Another 48 Hrs.                          | Эмми Смит                |                                                                           |
| 1991      | Домашняя вечеринка 2                       | House Party 2                            | Сидни                    |                                                                           |
| 1992      | Бумеранг                                   | Boomerang                                | Ивонн                    |                                                                           |
| 1994      | Домашняя вечеринка 3                       | House Party 3                            | Сидни                    |                                                                           |
| 1996      | Стукач                                     | Snitch                                   | Штаймер                  |                                                                           |
| 1996      | Дорога домой 2: Затерянные в Сан-Франциско | Homeward Bound II: Lost in San Francisco | Следж                    | Озвучивание                                                               |
| 1997      | Пьяный                                     | Sprung                                   | Бренди                   |                                                                           |
| 2001      | Обратно на Землю                           | Down to Earth                            | женщина в аудитории      | Камео                                                                     |
| 2001—2005 | Моя жена и дети                            | My Wife and Kids                         | Джанет Мария «Джей» Кайл | Телесериал, главная роль                                                  |
| 2002      | Последнее место на Земле                   | The Last Place on Earth                  | Энн Филд                 |                                                                           |
| 2008      | Зак и Мири снимают порно                   | Zack and Miri Make a Porno               | жена Делейни             |                                                                           |
| 2009      | Пастор Браун                               | Pastor Brown                             | Аманда Карлтон           |                                                                           |
| 2011      | Лимонадный рот                             | Lemonade Mouth                           | Jenny Reznick            | Телевизионный фильм                                                       |
| 2011      | Защитница                                  | The Protector                            | Мишель Дюлсетт           | Телесериал, главная роль                                                  |
| 2015—2017 | Доктор Кен                                 | Dr. Ken                                  | Дэмона Уоткинс           | Телесериал, главная роль                                                  |
| 2018      | Слепые пятна                               | Blindspotting                            | мама Лиз                 |                                                                           |
| 2020      | В меньшинстве                              | Outmatched                               | Рита                     | Телесериал, главная роль                                                  |
| 2021      | Корпорация «Заговор»                       | Inside Job                               | Джиджи Томпсон           | Мультсериал, озвучивание                                                  |
| 2024      | Добрые времена                             | Good Times                               | Дельфина                 | Мультсериал, озвучивание                                                  |